# 김덕홍 (1938년)
김덕홍(金德弘, 1938년 12월 3일~)은 조선민주주의인민공화국의 군인이고 정치인이다. 1997년 4월 당시 대한민국에 황장엽과 함께 동반 망명을 한 기업인 겸 사회운동가가 되었다. 본관은 수안, 평안북도 의주 출생이다.
이후 1943년경부터 평안남도 평양에서 성장한 그는 1961년에서부터 1974년까지 조선인민군 지상군 륙군에 13년간을 복무하였고 1974년 조선인민군 지상군 륙군 중사로 예편하였으며 이후 조선로동당 정치국 상무위원을 거쳐 평양조선려광무역련합총회사 사장을 역임하다가 대한민국 재경 북조선국민주화위원회 전임위원을 거쳐 대한민국 탈북자 동지회 회장을 역임하였다.
탈북 이후로는 1997년 4월 당시에 대한민국으로 황장엽과 함께 동반 망명을 감행 및 강행했다.

## 주요 경력
- 대한민국 탈북자 동지회 회장

## 학력
- 1961년 조선민주주의인민공화국 평안남도 평양 김일성종합대학교 정치경제학과 학사

## 저서
- 《나는 자유주의자이다》, 집사재, 2015